# Juha Sten

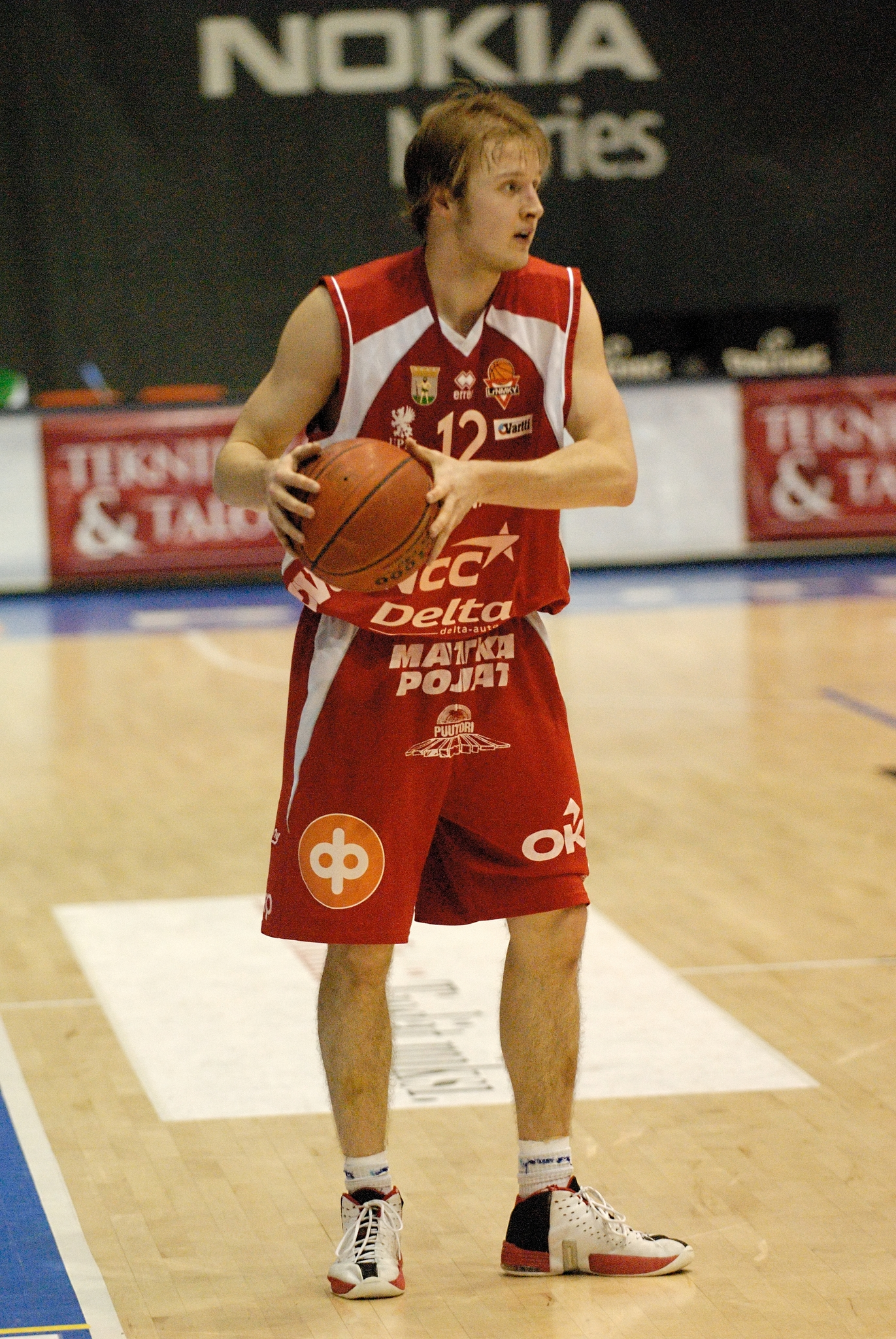
Juha Sten im Jahr 2008

Juha Tapio Sten (* 23. Dezember 1983 in Turku) ist ein ehemaliger finnischer Basketballspieler.

## Leben
Er spielte zunächst auch Fußball, entschied sich mit 15 Jahren aber für den Basketballsport. Sten, ein 1,91 Meter großer Aufbauspieler, erzielte in der Saison 2002/03 für den finnischen Zweitligisten TuNMKY im Schnitt 17,6 Punkte pro Partie und wurde als Zweitligaspieler des Jahres ausgezeichnet. Er trug in der Saison 2003/04 11,4 Punkte je Begegnung zum Aufstieg in die Korisliiga, die höchste Basketball-Spielklasse Finnlands, bei. Dort war Sten ebenso Leistungsträger der Mannschaft (15,2 Punkte/Spiel in der Saison 2004/05; Auszeichnung als Verteidiger des Jahres der Korisliiga).
Im Sommer 2005 holte ihn sein Landsmann Ari Tammivaara zum deutschen Zweitligisten Mitteldeutscher BC. Sten zeichneten Führungsqualitäten, Schnelligkeit, ein guter Korbabschluss und wirkungsvolle Verteidigungsarbeit aus. Er überzeugte beim MBC, erzielte im Laufe des Spieljahres 2005/06 im Schnitt 12,1 Punkte, 3,4 Korbvorlagen, 3,1 Ballgewinne und 2,5 Rebounds je Begegnung. Er wurde mit der Mannschaft ebenso Zweitligavizemeister wie in seinem zweiten Jahr beim MBC, 2006/07. Anschließend verließ er Deutschland.
Sten ging in sein Heimatland zurück und verstärkte LrNMKY. Mit der Mannschaft aus der Stadt Lappeenranta wurde er im Spieljahr 2007/08 Pokalsieger des Landes und dritter der finnischen Meisterschaft. Des Weiteren war er mit LrNMKY im Europapokal (EuroCup) vertreten. Zum zweiten Mal nach 2004/05 wurde er als bester Verteidigungsspieler der Korisliiga ausgezeichnet.
Ihn zog es hernach wieder ins Ausland: Sten stand 2008/09 bei den Solna Vikings in Schweden unter Vertrag, brachte es in der dortigen höchsten Spielklasse auf 9,8 Punkte je Einsatz. Er wurde mit Solna Vizemeister und erhielt die Auszeichnung als bester Verteidiger der schwedischen Liga. Im Spieljahr 2009/10 verstärkte der finnischen Aufbauspieler den spanischen Drittligaverein Lobe Huesca (6,7 Punkte/Spiel).
Von 2010 bis 2012 spielte er zum Abschluss seiner Laufbahn als Berufsbasketballspieler bei Joensuun Kataja in der finnischen Korisliiga. In beiden Jahren wurde er Vizemeister und Pokalsieger. Sten war Nationalspieler Finnlands (31 A-Länderspiele).